# 三维投影
三维投影是将三维空间中的点映射到二维平面上的方法。由于目前绝大多数图形数据的显示方式仍是二维的，因此三维投影的应用相当广泛，尤其是在计算机图形学，工程学和工程制图中。

## 分类
- 三维图形平面投影
  - 平行投影：投影中心与投影平面的距离是无限的，投影线相互平行
    - 正投影（正交投影）：投影线垂直于投影平面
      - 多视图投影：物体的坐标面与投影面平行，正视图、侧视图、俯视图
      - 轴测投影：物体的三个坐标面或坐标轴与投影面均不平行
        - 正等轴测投影（正等测）：投影时三个坐标轴等比例缩放，投影面坐标轴夹角120°
        - 正二轴测投影（正二测）：投影时两个坐标轴等比例缩放，第三个坐标轴缩放比例不同
        - 正三轴测投影（正三测）：投影时三个坐标轴缩放比例均不相等

    - 斜投影：投影线不垂直于投影平面
      - 斜等轴测投影（斜等测）
      - 斜二轴测投影（斜二测）
      - 斜三轴测投影（斜三测）

  - 透视投影：投影中心与投影平面的距离是有限的
    - 一点透视
    - 两点透视
    - 三点透视

## 平行投影
平行投影是投影线相互平行的投影。若投影线垂直于投影面则称正投影，若投影面倾斜于投影面则称斜投影。

### 正交投影
正交投影是一系列用于显示三维物体的轮廓、细节或精确测量结果的变换方法。通常又称作截面图、鸟瞰图或立面图。
当视平面的法向（即摄像机的朝向）平行于笛卡尔坐标系三根坐标轴中的一根，数学变换定义如下：
若使用一个平行于y轴（侧视图）的正交投影将三维点{\displaystyle a_{x}}, {\displaystyle a_{y}}, {\displaystyle a_{z}}投影到二维平面上得到二维点{\displaystyle b_{x}}, {\displaystyle b_{y}}，可以使用如下公式
{\displaystyle b_{x}=s_{x}a_{x}+c_{x}}
{\displaystyle b_{y}=s_{z}a_{z}+c_{z}}
其中向量s是一个任意的缩放因子，而c是一个任意的偏移量。这些常量可自由选择，通常用于将视口调整到一个合适的位置。该投影变换同样可以使用矩阵表示（为清晰起见引入临时向量d）
{\displaystyle {\begin{bmatrix}{d_{x}}\\{d_{y}}\\\end{bmatrix}}={\begin{bmatrix}1&0&0\\0&0&1\\\end{bmatrix}}{\begin{bmatrix}{a_{x}}\\{a_{y}}\\{a_{z}}\\\end{bmatrix}}}
{\displaystyle {\begin{bmatrix}{b_{x}}\\{b_{y}}\\\end{bmatrix}}={\begin{bmatrix}{s_{x}}&0\\0&{s_{z}}\\\end{bmatrix}}{\begin{bmatrix}{d_{x}}\\{d_{y}}\\\end{bmatrix}}+{\begin{bmatrix}{c_{x}}\\{c_{z}}\\\end{bmatrix}}.}

虽然正交投影产生的图像在一定程度上反映了物体的三维特性，但此类投影图像和实际观测到的并不相同。特别是对于相同长度的平行线段，无论离虚拟观察者（摄像机）远近与否，它们都会在正交投影中显示为相同长度。这会导致较近的线段看起来被缩短了。

### 斜投影
斜投影不像正交投影一样投影线垂直于投影面，而是投影线与投影面成非90度的斜角。

## 透视投影
透视投影的定义更为复杂。可以将其理解为透过摄像机取景器对于被投影物体进行观察。摄像机的位置、朝向和视野都将影响投影变换的结果。我们定义以下变量来对这一变换进行描述：
- {\displaystyle \mathbf {a} _{x,y,z}}：将被投影的三维空间中的点。
- {\displaystyle \mathbf {c} _{x,y,z}}：摄像机的位置。
- {\displaystyle \mathbf {\theta } _{x,y,z}}：摄像机的旋转角度。当 {\displaystyle \mathbf {c} _{x,y,z}}=<0,0,0>且 {\displaystyle \mathbf {\theta } _{x,y,z}}=<0,0,0>, 三维向量<1,2,0>将被投影到二维向量<1,2>。
- {\displaystyle \mathbf {e} _{x,y,z}}：观测者相对显示平面的位置。[1]

最终结果为：
- {\displaystyle \mathbf {b} _{x,y}}：{\displaystyle \mathbf {a} }所产生的二维投影。

首先我们定义点{\displaystyle \mathbf {d} _{x,y,z}}作为点{\displaystyle \mathbf {a} }向摄像机坐标系所作的变换，其中摄像机坐标系由摄像机的位置{\displaystyle \mathbf {c} }和旋转{\displaystyle \mathbf {\theta } _{x,y,z}}所决定。该过程为：先用{\displaystyle \mathbf {a} }减去{\displaystyle \mathbf {c} }，然后使用由{\displaystyle -\mathbf {\theta } }产生的旋转矩阵乘上该结果。该变换通常称为摄像机变换(注意该计算过程假设使用左手法则)：

{\displaystyle {\begin{bmatrix}\mathbf {d} _{x}\\\mathbf {d} _{y}\\\mathbf {d} _{z}\\\end{bmatrix}}={\begin{bmatrix}1&0&0\\0&{\cos(\mathbf {-\theta } _{x})}&{-\sin(\mathbf {-\theta } _{x})}\\0&{\sin(\mathbf {-\theta } _{x})}&{\cos(\mathbf {-\theta } _{x})}\\\end{bmatrix}}{\begin{bmatrix}{\cos(\mathbf {-\theta } _{y})}&0&{\sin(\mathbf {-\theta } _{y})}\\0&1&0\\{-\sin(\mathbf {-\theta } _{y})}&0&{\cos(\mathbf {-\theta } _{y})}\\\end{bmatrix}}{\begin{bmatrix}{\cos(\mathbf {-\theta } _{z})}&{-\sin(\mathbf {-\theta } _{z})}&0\\{\sin(\mathbf {-\theta } _{z})}&{\cos(\mathbf {-\theta } _{z})}&0\\0&0&1\\\end{bmatrix}}\left({{\begin{bmatrix}\mathbf {a} _{x}\\\mathbf {a} _{y}\\\mathbf {a} _{z}\\\end{bmatrix}}-{\begin{bmatrix}\mathbf {c} _{x}\\\mathbf {c} _{y}\\\mathbf {c} _{z}\\\end{bmatrix}}}\right)}
或者使用以下这种非矩阵表示的形式，其中角度的正负号与矩阵表示形式不同：
{\displaystyle {\begin{array}{lcl}d_{x}&=&\cos \theta _{y}\cdot (\sin \theta _{z}\cdot (a_{y}-c_{y})+\cos \theta _{z}\cdot (a_{x}-c_{x}))-\sin \theta _{y}\cdot (a_{z}-c_{z})\\d_{y}&=&\sin \theta _{x}\cdot (\cos \theta _{y}\cdot (a_{z}-c_{z})+\sin \theta _{y}\cdot (\sin \theta _{z}\cdot (a_{y}-c_{y})+\cos \theta _{z}\cdot (a_{x}-c_{x})))+\cos \theta _{x}\cdot (\cos \theta _{z}\cdot (a_{y}-c_{y})-\sin \theta _{z}\cdot (a_{x}-c_{x}))\\d_{z}&=&\cos \theta _{x}\cdot (\cos \theta _{y}\cdot (a_{z}-c_{z})+\sin \theta _{y}\cdot (\sin \theta _{z}\cdot (a_{y}-c_{y})+\cos \theta _{z}\cdot (a_{x}-c_{x})))-\sin \theta _{x}\cdot (\cos \theta _{z}\cdot (a_{y}-c_{y})-\sin \theta _{z}\cdot (a_{x}-c_{x}))\\\end{array}}}
然后将变换后的该点通过以下方程投影到二维平面（此处投影平面为x/y平面，有时也使用x/z）:
{\displaystyle {\begin{array}{lcl}\mathbf {b} _{x}&=&(\mathbf {d} _{x}-\mathbf {e} _{x})(\mathbf {e} _{z}/\mathbf {d} _{z})\\\mathbf {b} _{y}&=&(\mathbf {d} _{y}-\mathbf {e} _{y})(\mathbf {e} _{z}/\mathbf {d} _{z})\\\end{array}}}
或在齐次坐标系下可以表示为：
{\displaystyle {\begin{bmatrix}\mathbf {f} _{x}\\\mathbf {f} _{y}\\\mathbf {f} _{z}\\\mathbf {f} _{w}\\\end{bmatrix}}={\begin{bmatrix}1&0&0&-\mathbf {e} _{x}\\0&1&0&-\mathbf {e} _{y}\\0&0&1&0\\0&0&1/\mathbf {e} _{z}&0\\\end{bmatrix}}{\begin{bmatrix}\mathbf {d} _{x}\\\mathbf {d} _{y}\\\mathbf {d} _{z}\\1\\\end{bmatrix}}}
和
{\displaystyle {\begin{array}{lcl}\mathbf {b} _{x}&=&\mathbf {f} _{x}/\mathbf {f} _{w}\\\mathbf {b} _{y}&=&\mathbf {f} _{y}/\mathbf {f} _{w}\\\end{array}}}
观测者到显示平面的距离，{\displaystyle \mathbf {e} _{z}}，直接关系到视野的大小。{\displaystyle \alpha =2\cdot \tan ^{-1}(1/\mathbf {e} _{z})}为可视角度。（这里假设屏幕的两角为(-1,-1)和(1,1)）
如果要在一些特定的显示设备上显示该二维平面，之后还要进行一些必要的剪裁和缩放操作。

## 图示
计算三维空间中位于Ax，Az的点在屏幕坐标x轴的位置：
{\displaystyle screen\ x\ coordinate\ (Bx)\ =\ model\ x\ coordinate\ (Ax)\times {\frac {distance\ from\ eye\ to\ screen\ (Bz)}{distance\ from\ eye\ to\ point\ (Az)}}}
对于y轴同样有:
{\displaystyle screen\ y\ coordinate\ (By)\ =\ model\ y\ coordinate\ (Ay)\times {\frac {distance\ from\ eye\ to\ screen\ (Bz)}{distance\ from\ eye\ to\ point\ (Az)}}}
(其中Ax和Ay是透视转换前物体在空间中的坐标)

## 参看
- 计算机图形学
  - 三维计算机图形
- 透视
- 单应性
- 三维投影的数学理论：投影

## 延伸阅读
- Kenneth C. Finney. . Thomson Course. 2004: 93  [2009-12-23]. ISBN 159200136X. （原始内容存档于2012-11-12）.